# Pilot (gruppo musicale britannico)
I Pilot sono un gruppo pop rock formato nel 1973 a Edimburgo in Scozia da David Paton e Billy Lyall, membri dei precedenti Bay City Rollers.

## Storia del gruppo
Dopo che ai due fondatori si unirono anche Stuart Tosh e Ian Bairnson, il gruppo registrò numerose demo tra il 1973 e il 1974.

### Magic e From the Album of the Same Name
Il singolo Magic del 1974, tratto dal loro primo album, prodotto da Alan Parsons e scritto da Paton, fu un successo raggiungendo l'undicesima posizione nella classifica britannica e la quinta posizione nella classifica statunitense, e rimane tuttora una canzone popolare. L'album, intitolato From the Album of the Same Name, è semplicemente conosciuto come Pilot in quanto come dice il titolo ha il loro stesso nome.

### January e Second Flight
Nel 1975, sempre prodotti da Alan Parsons, pubblicano l'album Second Flight ed i brani di punta January e Call Me Round vengono lanciati anche come singoli ottenendo un ottimo riscontro in termini di vendite. La semplice ma orecchiabile canzone January diede loro il maggior successo nel Regno Unito, ottenendo il primo posto nella classifica inglese dei singoli nel gennaio del 1975. Sempre nel 1975 pubblicano il singolo Just a Smile che raggiunge anch'esso facilmente la top ten. Tuttavia il gruppo stranamente, dopo i successi del biennio 74-75 non riuscì più a risalire la Top 30.

### Morin Heights
Nel 1976 pubblicano il loro terzo album Morin Heights con il gruppo che comincia a traballare, infatti per questo album l'apporto di Billy Lyall sarà marginale, risultando solo come autore di un brano e sostituito alle tastiere da Peter Oxendale. La motivazione principale per cui Lyall si allontana dal gruppo è dovuta ai nuovi impegni suoi ed anche degli altri tre componenti, dall'aprile del 1975 al maggio del 1976, in quanto vengono chiamati da Parsons e Woolfson come session man per il loro primo album Tales of Mystery and Imagination - Edgar Allan Poe.

### Two's a Crowd
Nel 1977, prodotti nuovamente da Alan Parsons, pubblicano il loro quarto album a cui partecipano solo Bairnson e Paton con l'aggiunta di Andrew Powell. Dell'originario quartetto rimangono solo Paton e Bairnson, e registrano da soli l'ultimo album dei Pilot appropriatamente intitolato Two's a Crowd, ovvero "due sono una folla".

### I nuovi progetti
Nell'estate del 1977 tutti i membri dei Pilot avevano già cominciato altri progetti, in particolare Tosh, Paton e Bairnson diventati ormai session man del The Alan Parsons Project già dal 1976, e Tosh collaborando anche con i 10cc. L'arrangiatore di January, Andrew Powell, cominciò a registrare Kate Bush, e sia Paton che Bairnson suonarono nel suo album di debutto, The Kick Inside, che includeva Wuthering Heights.
Billy Lyall morì nel 1989 per cause legate all'AIDS.

### Blu Yonder
Paton e Bairnson si riunirono ancora nel 2002 per registrare nuovamente l'originale album dei Pilot Two's a Crowd, e ne seguì una pubblicazione intitolata Blue Yonder.
Nel 2007 il loro singolo di successo Magic è stato usato per una pubblicità della Pilsbury television.

### A Pilot Project
Nel 2014 dalla riunificazione di Ian Bairnson e David Paton, ormai da tempo ex membri del gruppo britannico dei Pilot, viene pubblicato l'album A Pilot Project. La reunion e l'album vengono realizzati per omaggiare la memoria di Eric Woolfson, scomparso nel 2009, con l'esecuzione di quattordici tra i brani più famosi del The Alan Parsons Project, di cui gli stessi Bairnson e Paton, tra il 1976 ed il 1990, ne hanno fatto parte come session man.
Tutti i brani sono ri-arrangiati ed eseguiti da Ian Bairnson e David Paton con il supporto in alcune tracce di Jill "Ace" Singletary, Moray Innes, Alejandro Arias, Katy McPhail, Sara Paton, Kirk Kiester e Kenny Hutchison.
La produzione è a cura di David Paton.

## Discografia

### Singoli[5]
- 1974 – Magic
- 1975 – January
- 1975 – Call Me Round
- 1975 – Just a Smile

### Album in studio[6]
- 1974 – From the Album of the Same Name / Pilot
- 1975 – Second Flight
- 1976 – Morin Heights
- 1977 – Two's a Crowd
- 2002 – Blue Yonder
- 2014 – A Pilot Project – Album tributo agli Alan Parsons Project (solo in Giappone)
- 2019: The Traveller - Another Pilot Project – 2. Album tributo agli The Alan Parsons Project

### Compilation e colonne sonore
- 1980 – Best of Pilot
- 1996 – Happy Gilmore
- 2005 – Herbie: Fully Loaded
- 2005 – The Magic Roundabout
- 2005 – Eve and the Firehorse
- 2007 – Anthology
- 2007 – Magicians
- 2007 – Mr.Magorium's Wonder Emporium

## Formazione
- David Paton (1973-1977, 2002, 2014)
- Ian Bairnson (1973-1977, 2002, 2014)
- Billy Lyall (1973-1976)
- Stuart Tosh (1973-1976)